# Едвард Мордейк
Едвард Мордейк (англ. Edward Mordake; також Едвард Мордрейк (англ. Edward Mordrake; 1887–1910) — персонаж міської легенди, спадкоємець пера Англії в XIX столітті, нібито мав додаткове обличчя за головою, яке не могло їсти або говорити, але було здатне сміятися і плакати. Нещасний благав лікарів видалити свою другу «демонічну голову», оскільки вона нашіптувала йому жахливі речі ночами, проте жоден лікар не зважився на таку операцію. У 23-річному віці Едвард скоїв самогубство. Його фізична недуга схожа на ту, що була у Чана Цупіна (англ. Chang Tzu Ping) та Паскаля Пінона.
І Пінон, і Мордрейк представлені як «два дуже особливі випадки» у списку Десяти людей з додатковими кінцівками чи пальцями у «Книзі Списків» видання 1977 року (яка також містить списки «правдоподібних» випадків самозаймання або контактів з НЛО).

## Опис
Першою відомою згадкою про Мордейка є стаття «Дива сучасної науки» в газеті «Бостон-Пост» за 1895 рік, автором якої був письменник-фантаст Чарльз Лотін Гілдрет. У ній він згадав Мордейка серед інших людей з фізичними каліцтвами, чиї описи Хілдрет нібито знайшов у старих звітах якогось «Королівського наукового товариства». Існування товариства з такою назвою ніде не підтверджено, а стаття Гілдрета сьогодні розцінюється не більш як вигадка для залучення читачів.

## Аномалії та курйози медицини
Існує книга «Аномалії та курйози медицини», видана у 1896 році. У ній зафіксовано один незвичайний випадок.
|  | Едвард Мордрейк народився з двома обличчями. За словами самого Едварда, він спадкоємець однієї з найвпливовіших сімей Англії. Всі знайомі відгукувалися про нього як про яскраву людину. Друзі казали, що він був обдарований Божою прихильністю, а ще грав на різних музичних інструментах. Ті, хто був знайомий з Едвардом Мордрейком, кажуть, що він мав дуже гарне обличчя, але тільки спереду. Ззаду, на потилиці, він мав інше обличчя, яке наче генерувало зло і було надто потворним. Така патологія називається «Craniopagus parasiticus». Це може статися у випадку, коли в одному тілі зростаються черепи двох сіамських близнюків. Ця людина віддавала перевагу самоті, навіть відмовилася від того, щоб її відвідували члени її сім'ї. Свідчення свідків говорять про те, що друге обличчя ніколи не промовило жодного слова і ніколи не вживало їжу. У той же час очі другої особи уважно стежили за всіма оточуючими, воно могло також висловлювати деякі емоції: посміхатися чи хмуритися. Губи на другому обличчі Едварда Мордрейка рухалися, не перестаючи тараторити. Часто друге обличчя зображало емоції, суперечливі першому, наприклад, коли Едвард плакав, друге обличчя чомусь цьому тішилося. У той час, коли оточуючі люди ніколи не чули й слова, яке вимовляє друге обличчя, Едвард клявся, що часто прокидався від того, що друге обличчя щось шепоче. За словами чоловіка, він неодноразово просив хірургів видалити його друге обличчя, готовий був на найскладнішу операцію. Він стверджував, що його «зле» обличчя вночі нашіптує йому диявольські слова. Побоюючись смерті, жоден з лікарів не наважувався на подібну операцію. У 23-річному віці він покінчив життя самогубством, вистріливши у своє друге обличчя. І це попри те, що він увесь час перебував під пильним наглядом лікарів. Після того, як він помер, близькі знайшли листа, в якому покійний просив до його похорону видалити його «демонічне» обличчя. Він просив про це для того, щоб «воно не продовжувало свій жахливий шепіт у моїй могилі». Інше ж прохання чоловіка було виконане: його поховали на пустирі, а надгробний пам'ятник встановлено не було. Чи виконали лікарі його прохання щодо видалення другого обличчя, ніхто не знає. |

## Образ у масовій культурі
- Том Вейтс написав пісню[4] про Едварда Мордрейка під назвою «Бідний Едвард» для свого альбому Alice[5].
- Персонаж Едвард Мордрейк з'являється в 2014 році в 4-му сезоні «Американської історії жахів» (зіграний Веслі Бентлі). За сюжетом, Мордрейк є духом, що забирає з собою тих, хто наважився давати виставу в день Хелловіна[6].
- Едварду Мордрейку присвячено пісню гурту SCROWS — «Ed», випущену в серпні 2019 року.
- У гурту Girl Band[en] у 2019 році вийшла пісня «Shoulderblades»[7], в якій часто повторюється фраза «like a hat for Ed Mordake», яка буквально означає «ніби капелюх для Еда Мордрейка». За сюжетом цього кліпу персонаж, перебуваючи один у кімнаті, страждає від своїх дій, чим доводить себе до травми голови. Для реалізації задуму «доведення себе до критичної точки» було використано один із видів сучасного танцю.
- У фільмі «Гаррі Поттер і філософський камінь» (2001) професор Квірінус Квіррелл ховав під тюрбаном живе обличчя лорда Волдеморта.